# パラマウント・ビル
パラマウント・ビル (Paramount Building) は、アメリカ合衆国ニューヨーク市マンハッタン区タイムズ・スクエアに建つ超高層ビルである。1501 ブロードウェイ (1501 Broadway) とも呼ばれる。

## 概要
パラマウント・ビルは、33階立て高さ131.5 mのオフィスビルである。住所は、タイムズスクエアに隣接するブロードウェイ1501号で、西43丁目と44丁目の間の7番街沿い（ブロードウェイ近く）に位置している。かつては、パラマウント・シアターが入っていた。
1926-1927年にパラマウント映画の本社ビルとして建設された。1998年にニューヨーク市歴史建造物 (en) に指定された。

## 建築
パラマウントビルはアールデコ様式の建築で、背後にある劇場はネオゴシック様式となっている。このピラミッド状をしたビルの頂上部にはガラス製の球が飾られており、その下の四面にはそれぞれ大きな時計が据え付けられている。この時計は12の数字の代わりにそれぞれ五芒星形になっており、これはパラマウント映画のロゴを表している。

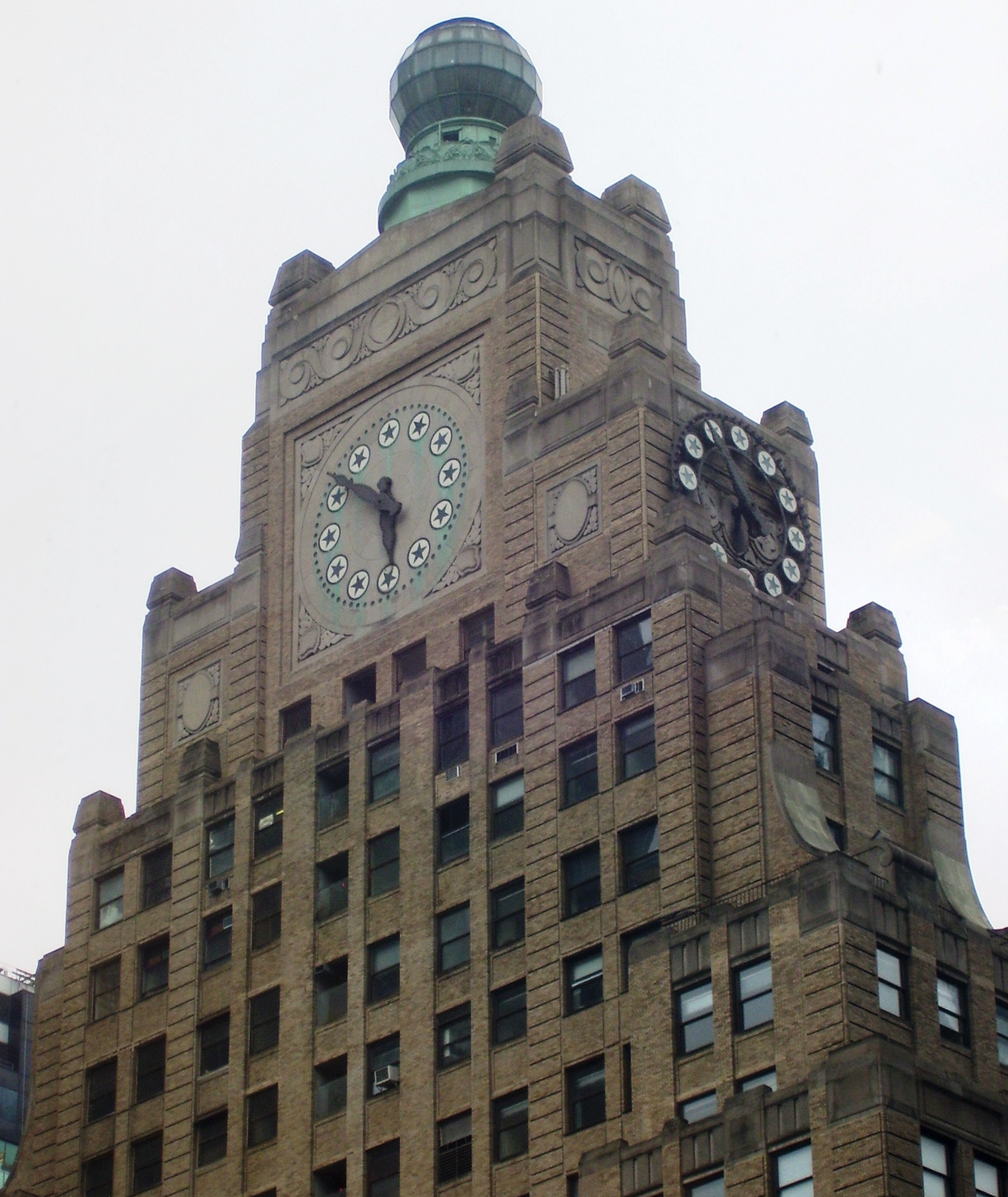
西から見たビルの頂上。時計と球で飾られている。

天井はフレスコ画と金メッキで装飾されており、手すりは真鍮製となっている。ギリシャ風彫刻や胸像が壁龕に彫り込まれている。また、待合室は当時の聖堂と比べると壮大な様式となっていた。メインロビーには目を引く大きなクリスタル・シャンデリアが飾られている。3,664席のかつての劇場はビルの背後に位置しており、パラマウント社の主要な映画のプレミア上映をするために使用されていた。
7番街に面したアーチ状の正面入り口は5階建ての高さになっており、精巧なマーキーで飾られている。ここから建物背後の劇場まで通路が通っている。また劇場の手前は、豪華なロビーとアトリウムとなっている。このロビーはパリ・オペラ座（ガルニエ宮）をモデルに白い大理石の列柱、欄干、そして大階段を備えている。アトリウムは赤いベルベットのカーテンと絨毯で飾られている。地下からオーケストラ席を昇降することで、出し入れすることができる。

## テロ
2008年3月6日の朝、小型爆弾がこのビルの7番街を挟んだ向かいのアメリカ軍徴兵事務所に仕掛けられたが、けが人はでなかった。